# お元気ですか (テレビ番組)
『お元気ですか』（ -げんき- ）は、1984年4月8日から1988年4月3日までNHK総合テレビジョンで放送されたトーク番組である。

## 概要
司会および聞き手を務めたのは、当時NHKのアナウンサーだった鈴木健二である。テーマ音楽は坂本龍一が手掛けた。第1回目のゲストは、当時西武鉄道の会長だった堤義明である。

## 放送時間
日曜 7:30 - 8:00